# Ruedi Lais
Rudolf «Ruedi» Lais (* 27. Oktober 1953; † 3. Oktober 2021) war ein Schweizer Politiker (SP).

## Politik
1977 druckte Ruedi Lais in Wallisellen Flugblätter «gegen die Verschandelung der Natur» in Form einer Überbauung des Naherholungsgebietes Hörnligraben. An der Gemeindeversammlung fand er eine Mehrheit und wurde wie damals viele, die für Umweltanliegen einstanden, Parteimitglied der SP. 1994 wurde er Gemeinderat, dann Sozialvorstand. Mit Nachbargemeinden baute er die dezentrale Drogenhilfe Glatttal auf. Er setzte sich für die Gründung der Verkehrsbetriebe Glattal (VBG) ein, von denen er – neben 22 öffentlichen Aktionären – einziger Privataktionär war.
Ab 2000 war er Zürcher Kantonsrat und leitete von 2005 bis 2008 die sozialdemokratische Fraktion. Er galt als profilierter Politiker in den Bereichen Verkehrspolitik und Umweltschutz sowie im Zusammenhang mit Fragen zu Verfassung und Aufbau des Staates. Ab 2013 gehörte er zum Bezirksrat Bülach.
Zu seinen Erfolgen gehörten die erfolgreichen Referenden gegen eine Privatisierung der Wasserversorgung sowie gegen eine Kürzung beim Verkehrsfond. 2021 wird im Kanton Zürich über die Transparenzinitiative abgestimmt, die er formuliert hat.

## Leben
Schon Ruedi Lais’ Grossvater war Gemeinderat und Schulpfleger der Demokraten, bei der auch Lais’ Vater war, der 1970 Gemeinderat wurde und später der FDP beitrat. Der Vater war Ingenieur bei der SBB, das Elternhaus «puritanisch reformierter Mittelstand» sagt Lais. Und: «Ich entwickelte ähnlich rigide Moralvorstellungen wie mein Vater, bloss in die entgegengesetzte Richtung.»
Lais studierte Geografie und wurde System-Ingenieur bei IBM, bis er sich 2004 ganz der Politik zuwandte.
In seiner Freizeit frönte Lais dem Orientierungslauf, widmete sich der Botanik und besass mehr als 200 seltene Wildpflanzen sowie ein Herbarium mit über 2500 Herbarbelegen. Und er interessierte sich für Sprachen: Er beherrschte Englisch, Französisch, Italienisch und Portugiesisch und hatte ein Faible für Etymologie.
Lais wohnte mit seiner Partnerin in Wallisellen, war geschieden und hatte zwei Kinder (* 1982 und 1984). 2020 erkrankte Lais an Bauchspeicheldrüsenkrebs, einer Krankheit, an der schon seine Mutter gestorben war, und unterzog sich einer Operation. Er starb  in der Nacht auf den 4. Oktober 2021 im Alter von 67 Jahren an den Folgen der Krankheit.